# Новопетровка (Генический район)
Новопетровка (укр. Новопетрівка) — село в Нижнесерогозской поселковой общине Генического района Херсонской области Украины.
Население по переписи 2001 года составляло 578 человек. Почтовый индекс — 74711. Телефонный код — 5540. Код КОАТУУ — 6523883501. Расстояние до пгт. Нижние Серогозы — 30 км, до г. Геническа — 128 км, до железнодорожной станции Серогозы — 16 км.
Улицы: Ю. Гагарина, И. Галенко, Таврическая, Молодёжная, Садовая, Степная.

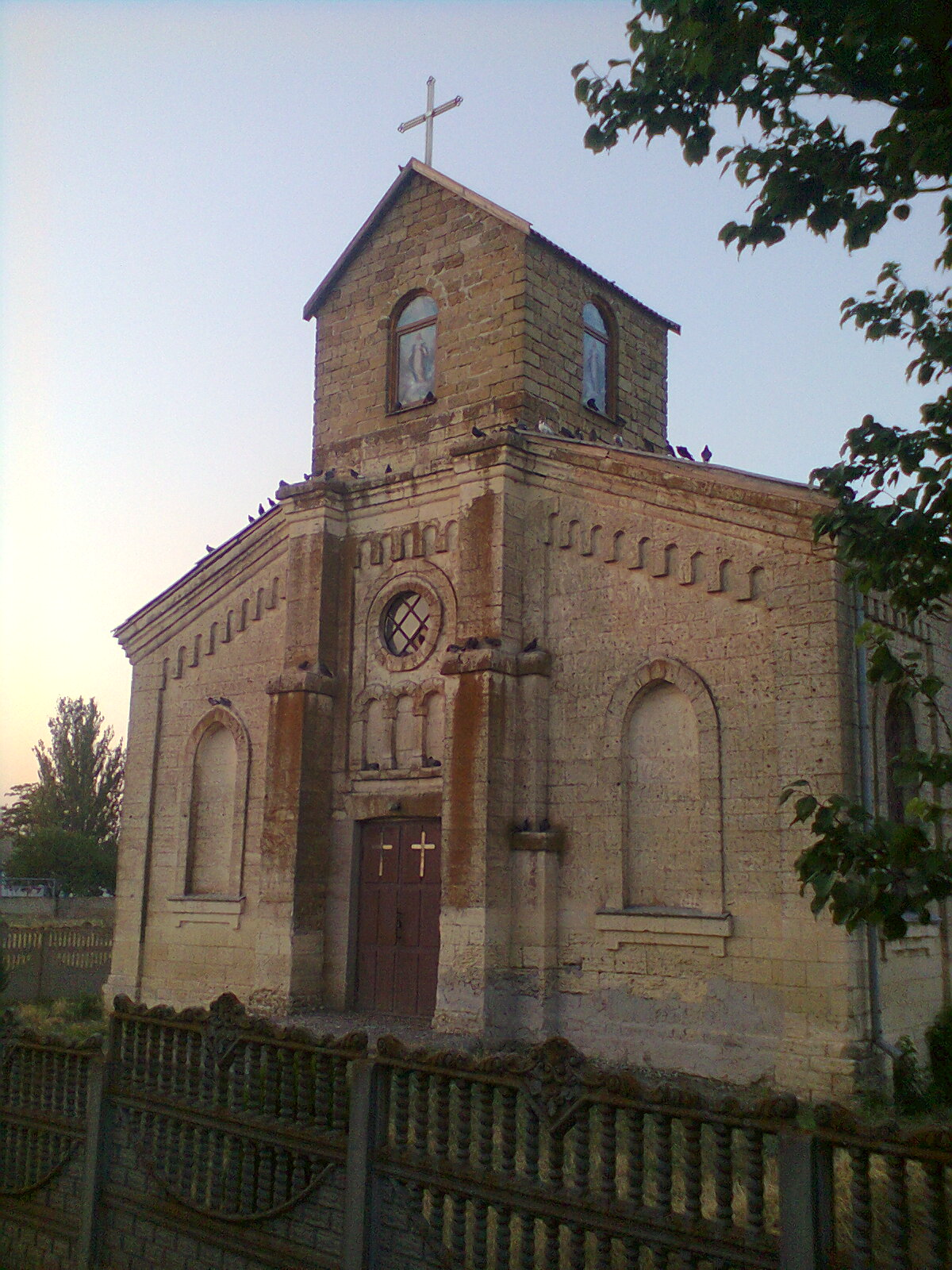
Фасад Костёла Вознесения Пресвятой Девы Марии.

Стела в центре села Новопетровка.

## География и климат
- Село Новопетровка расположено на Причерноморской низменности на границе между Херсонской и Запорожской областями. Территория имеет степные ландшафты с южными чернозёмами и тёмно-каштановыми почвами. Большая часть степей распахана и используется как земли сельскохозяйственного назначения для выращивания, в основном, злаковых и масличных культур. Поля защищают от ветров лесополосами (ветропорами).
- На востоке села находится Покровский под — участок целинной непаханой степи площадью 115 га. На картах «Шуберта — Тучкова» 1868 года это место обозначено как Большой Каишкапканский под. По этим картам — Малый Каишкапканский под находился на территории, приходящейся на центр села и его углубление находится в пределах высохшего пруда.[1] Эти территории с низким уровнем почвы, по сравнению с другими участками местности, отсюда и название — под, низменность.
- Степь Покровского пода считается типчаково-ковыльной, растительный мир бедного разнотравья. Здесь скапливаются талые и дождевые воды. Накопление воды происходит только в зимне-весенний период, летом под пересыхает. Территория пода используется дикими птицами (гусями, цаплями, журавлями, утками и др.) для отдыха во время сезонной миграции. Начиная с мая и до поздней осени Покровский под используется сельской общиной как пастбище для крупного рогатого скота. Поэтому, растительный покров в этот период уничтожается скотом.
Согласно данным Государственного земельного кадастра Украины территория пода находится в государственной собственности и отнесена к земельным участкам, которые могут быть использованы для строительства объектов возобновляемой энергетики.
- В селе нет поверхностных водных объектов. Ближайшим водным объектом является Балка Большие Серогозы. Сеть оросительных прудов на сельскохозяйственных угодьях села использовала воду из этого источника. В последние десятилетия Балка Большие Серогозы обмелела и в отдельных участках обезвоженная, поэтому вода в пруды не перекачивалась, и они пересохли. Для обеспечения жизнедеятельности жителей села используется вода из скважины глубиной 74 м, которая находится на расстоянии 6 км и подаётся в водонапорные башни в селе.
- Климат умеренно континентальный, засушливый. Среднегодовые температуры: летняя +22,4 °C, зимняя −2,1 °C. Максимальная летняя температура +40 °C, минимальная зимняя −31,5 °C. Среднегодовое количество осадков от 300 до 420 мм. При сильном ветре, даже зимой, возникают пыльные бури.

## История
- Село Новопетровка основано в 1882 году бывшими польскими однодворцами — переселенцами из Киевской губернии. Основание села связано с выполнением царского указа 1866 года о поземельном устройстве государственных крестьян согласно которому переселенцы пользовались льготами (отсутствием земельного налога на 10 лет, освобождением от рекрутской повинности и т. д.).
- Советская власть была установлена в январе 1918 года. Партийная ячейка была создана в 1925 году, комсомольская — в 1926 году.
- В середине 1920-х годов в селе существовал смешанный польско-украинский сельский совет. В то время в селе проживало 704 поляка с 814 жителей. В селе был создан комитет бедноты, насчитывавший 48 крестьян, из них польской национальности — 32 человека. Правовая база формирования национальных административно-территориальных единиц была определена постановлениями ВУЦИК и Совнаркома УССР «О выделении национальных районов и сельсоветов» от 29.08.1924 г. и принята IV сессией ВУЦИК 8-го созыва 19.02.1925 г. Этими документами устанавливалось, что национальный район может быть образован при наличии на его территории не менее 10 тыс. граждан определённой национальности, а национальный сельсовет — 500 человек. В 1930-х годах смешанный польско-украинский сельский совет прекратил свое существование.
- Так как среди жителей села подавляющее большинство составляли лица польской национальности в 1917 г. была основана Новопетровская 4-х летняя школа польским языком преподавания. Тогда учился в ней 71 ученик, по национальности все поляки, язык преподавания — польский. Работала школа в две смены: в первой смене обучалось — 46 учеников, во второй — 25. Преподавали два учителя: Стржильчик Леон Игнатович, завуч, на то время имел 17 лет педагогического стажа и Вебер Анна Рудольфовна, педагогический стаж 3 года. В школе действовала детская и педагогическая библиотека. В конце 1938 года, в соответствии с постановлением ЦК КП(б)У школу с польским языком преподавания реорганизовано в украиноязычную. В постановлении Политбюро ЦК КП(б)У «О реорганизации национальных школ на Украине» (от 10 апреля 1938 г.) отмечалось: «Проверкой установлено, что враги народа троцкисты, бухаринцы и буржуазные националисты, которые орудовали в НКО УССР, насаждали особые немецкие, польские, чешские, шведские, греческие и другие школы, превращая их в очаги буржуазно-националистического влияния на детей». В связи с этим ЦК КП(б)У признал «нецелесообразным и вредным дальнейшее существование особых национальных школ, особых национальных отделов и классов при обычных советских школах».[2]
- В селе существовала католическая община. Костёл для богослужений был построен в 1910 году и он получил титул Святого Преображения. До 1917 года католики села принадлежали к приходу Воздвижения Святого Креста в с. Константиновке, опекой которого тогда занимались сначала отец Николай Щурек, а затем — отец Ян Пуйдак[3]. Есть свидетельства того, что в 1925 году религиозная община с. Новопетровки насчитывала 230 человек. В 30-х годах у религиозной общины костёл было отобрано и превращено в колхозный амбар, а сама община официально перестала существовать.[4]
- Не обошли село массовые репрессии, осуществлявшиеся в СССР в 1930-е — 1950-е годы. В первые годы коллективизации был создан колхоз «Красный колос», но уже в 1932 году этот колхоз был распущен. Постановлением бюро Нижньосерогозского райкома КП(б)У «О роспуске колхозов, привлечения к ответственности их правлений, изъятия промышленного товара из сельсоветов за срыв хлебозаготовительной кампании» от 27 января 1932 г. сказано: «Распустить колхозы „Красный Колос“ Петровского сельсовета и „Новое Село“ Анатольевского сельсовета за то, что они, подпав под кулацкое влияние, упорно не выполняют январского хлебозаготовительного задания. Обязать фракции РВК и РКГС в течение 2-х дней оформить роспуск этих колхозов… Обязать фракцию РКГС немедленно оформить привлечение правления этих колхозов к уголовной ответственности.»[5]
- Село пострадало в результате голодомора 1932—1933 и 1946—1947 годов. Статистических данных о количестве пострадавших нет, однако, отдельные свидетельства очевидцев, которые проживали в то время в Новопетровке и в соседних сёлах, свидетельствуют об огромном голоде и большом количестве погибших от него.[6]f. Архивировано из оригинала 15 декабря 2017 года.
- Во время Второй мировой войны, с 17 сентября 1941 г. село было оккупировано немецкими войсками. Советские войска освободили населенный пункт 29 октября 1943 г. 85 жителей с. Новопетровки боролись с немецко-фашистскими захватчиками на фронтах Второй мировой войны, 33 из них погибли, 22 — удостоены правительственных наград.
- На кладбище, что на окраине села, находится захоронение воинов погибших в годы Второй мировой войны, установлены имена 218 человек.[7]
- В Новопетровке была размещена центральная усадьба коллективного сельскохозяйственного предприятия (колхоза) им. Калинина, за которым было закреплено 5489 га сельскохозяйственных угодий, из них 4874 га пахотной земли, в том числе 150 га орошаемой. Площадь под бахчевыми культурами составляла 48 га, под садами — 28 га. Основним направлением деятельности колхоза было выращивание зерновых культур и мясо-молочное животноводство.[8] В конце 1990-х годов, в связи с распаеванием земель и имущества, колхоз им. Калинина прекратил своё существование. На его землях образовались сельскохозяйственное ООО «Новопетровское» и фермерские хозяйства.
- До 2020 года органом местного самоуправления был Новопетровский сельский совет. Сельскому совету были подчинены населенные пункты: с. Новопетровка и с. Косаковка. В 2020 году село вошло в Нижнесерогозскую поселковую территориальную общину.

- В 2022 году, во время вторжения России на Украину, село было захвачено. На данный момент находится под оккупацией ВС РФ.

## Экономика и социальная жизнь
- В настоящее время в селе работают: учреждения торговли, ООО «Новопетровское», фермерские хозяйства «Аргус», «Викош», «Никош», «Шеклео», и другие.[9] Основой экономики ООО «Новопетровское» и фермерских хозяйств села является растениеводство: выращивание пшеницы, ячменя и подсолнечника. Домашние хозяйства заняты выращиванием овощей и злаковых культур на приусадебных участках, а также содержанием мясо-молочного скота и домашних птиц.
- Коммунальное предприятие «Лилея», помимо прочего, обслуживает артезианскую скважину и водопровод длиною 8 км, который обеспечивает водой жителей села.
- Свою социальную функцию выполняют: Фельдшерско-акушерский пункт, Детский сад, Общеобразовательная школа[10], Дом культуры, Библиотека, Отделение «Укрпочты».
- Католическая община села свои богослужения проводит в Костёле Вознесения Пресвятой Девы Марии. Здание костёла построено в 1910 году и было восстановлено в начале XXI века (14 августа 2002 года были закончены реставрационные работы). Здание костёла и прилегающий земельный участок принадлежит религиозной общине Римско-католического прихода Вознесения Пресвятой Девы Марии с 24 декабря 1991 года. С 19 апреля 1992 года в костёле были возобновлены богослужения. На то время это был первый действующий католический костёл Херсонской области. Новопетровскую религиозную общину обслуживают епархиальные священники из прихода Непорочного Сердца Пресвятой Девы Марии в г. Таврическе.  Архивная копия от 8 января 2018 на Wayback Machine
- В 2016 году в селе был установлен памятник Тарасу Григорьевичу Шевченко (Кобзарю).

Памятник Кобзарю в селе Новопетровка

## Известные люди
- Матери-героини: Багрий Мария Георгиевна (7 детей), Вольская Петрунеля Тимофеевна (5 детей), Лясковская Наталя Николаевна (5 детей), Понидзельская Антонина Владимировна (5 детей), Смирнова Любовь Поликарповна (5 детей).[11][12]
- Белецкий Феликс Марьянович, родился в селе Новопетровка Нижнесерогозского района Херсонской области и здесь окончил школу: педагог, литературовед, критик, исследователь украинского языка и литературы, доктор филологических наук, профессор Днепропетровского государственного университета, человек высокой культуры и скромности, образец порядочности и доброжелательности.  Архивная копия от 8 января 2018 на Wayback Machine  Архивная копия от 8 января 2018 на Wayback Machine
- Галенко Иван Григорьевич, уроженец Донецкой области Украины. В годы Второй мировой войны был сержантом-разведчиком 160-го Гвардейского стрелкового полка 54-й Гвардейской стрелковой дивизии. Освобождая свою землю от фашистов, принял участие в боевой операции на Никопольском плацдарме между сёлами Зелёное и Верхний Рогачик. По неподтверждённой информации, он 20 января 1944 года своим телом закрыл амбразуру вражеской огневой точки, спасая своих товарищей от пуль, тем самым повторил подвиг Александра Матросова. Был тяжело ранен. Умер от ран в санитарной части села Косаковка Нижнесерогозского района. Похоронен в селе Косаковка. В январе 1944 года сержант И. Г. Галенко был награждён Орденом Красной Звезды, посмертно. В дальнейшем на честь Галенко И. Г. были названы улицы сёл Косаковки и Новопетровки, а также его имя носила пионерская дружина школы с. Новопетровки.[13]  Архивная копия от 8 января 2018 на Wayback Machine
- Лозицкий Андрей Иосифович (02.12.1931 — 27.12.2007), родился и жил в селе Новопетровка Нижнесерогозского района Херсонской области: преподаватель и педагог, общественный деятель. Долгое время был директором школы села Новопетровка. Много сделал для процветания школы и общины села.
- Орловский Виктор Феликсович, родился в селе Новопетровка Нижнесерогозского района Херсонской области и здесь окончил школу: доктор медицинских наук, профессор кафедры семейной медицины в Медицинском институте Сумского государственного университета, автор более 150 научных работ, под его руководством защищены 1 докторская и 7 кандидатских диссертаций. Архивная копия от 17 января 2018 на Wayback Machine
- Понидзельский Франц Францевич — комбайнер, передовик производства, награждён орденом Октябрьской Революции.
- Тушевский Степан Тихонович — тракторист, передовик производства, дважды награждён орденом Ленина.
- Ясинский Петр Григорьевич (15.08.1925 — 20.03.2006) — ветеран Второй мировой войны, исследователь истории с. Новопетровки, а также соседних сёл: Косаковки и Анатольевки. Принимал активное участие в возрождении в селе костёла. Достойным итогом его работы является издание в г. Днепропетровске книги «Путём трёх поколений».

Памятная доска на Новопетровской школе в честь Белецкого Ф. М.

Памятник солдату Второй мировой войны

## Месторасположение органа власти
74711, Херсонская обл., Нижнесерогозский р-н, с. Новопетровка, ул. Ивана Галенко, 12. Тел. (05540) 4-41-31.